# 양산백과 축영대
양산백과 축영대(梁山伯與祝英臺)는 '중국판 로미오와 줄리엣'으로 축영대(祝英臺)와 양산백(梁山伯)의 슬픈 사랑이야기이다. 항저우의 시후(西湖)의 창차오(長橋)를 배경으로 하기 때문에 장교애련(長橋哀戀)이라고 한다. 이 다리는 연인이었던 축영대(祝英臺)가 양산백(梁山伯)과 수없이 작별하던 곳이기도 하다.

## 전설
세도가의 천방지축인 축영대(祝英臺)를 시집보내기 위해 그녀의 부모는 남자만 학생으로 받는 서원에 축영대를 남자로 변장시켜 입학시킨다. 축영대는 그곳에서 운명적으로 양산백(梁山伯)을 만나 3년간 함께 공부하며 우정을 나눈다. 어느 날 축영대는 아버지의 급한 부름을 받고 집으로 돌아가게 되고 양산백은 그녀가 떠날 때에야 축영대가 여자라는 사실을 깨닫고는 평생을 함께 할 것을 약속한다. 그러나 축영대는 부모의 뜻대로 마원재에게 출가하게 되고 이를 알게 된 양산백은 병을 얻고 죽는다. 혼례를 위해 마원재의 집으로 가던 중, 이 사실을 알게 된 축영대는 양산백의 무덤으로 다가가는데, 갑자기 양산백의 무덤이 갈라지며 축영대는 무덤 속으로 빨려 들어가고, 둘의 영혼은 나비가 되어 날아간다.

## 극화

### 전통극
이 강남 지방에서 유행한 월극(越劇)이나 천극(川劇) 등으로 제작되어 공연되었다.

### 영화
이 양축의 이야기는 1962년에 리한상 감독의 〈량산백과 축영태(梁山伯與祝英臺)〉라는 영화로 제작되어 대한민국에 소개되었다. 경극 형식을 적극적으로 차용한 일종의 뮤지컬로 경극의 전통에 따라 여배우인 능파가 남자인 양산백 역을 맡았다. 1994년 때는 서극 감독의 〈양축〉이라는 제목으로 리메이크되었다.

### 드라마
1977년 민간전기지양산백여축영대(民間傳奇之梁山伯與祝英台)
감독:왕천림
제작방송사:TVB
양산백 역-유송인
축영대 역-이림림
- 2007년 양산백여축영대 (梁山伯與祝英臺)
  - 감독 : 진준량. 양지겸. 원봉. 공홍란
  - 제작 방송사 : 湖南時代明星傳媒
  - 양산백 역 - 하윤동
  - 축영대 역 - 동결

## 같이 보기
- 백사전
- 맹강녀
- 견우직녀